# Santiago Lozano
Santiago Lozano Mesa (Bogotá, Colombia, 15 de octubre de 1996), es un piloto de automovilismo colombiano. En 2018 corrió en el Campeonato NACAM de Fórmula 4.

## Carrera

### Inicios
En 2017, Lozano participó en el Florida Winter Tour en la categoría MRP Motorsport Rotax Senior, donde quedaría en el 52.º lugar.

### Campeonato NACAM de Fórmula 4
Lozano participaría en 3 temporada del Campeonato NACAM de Fórmula 4, siempre con el equipo Telcel RPL Racing, durante estas temporadas, la mejor temporada que tuvo fue la 2017-18, donde lograría 4 podios, 1 vuelta rápida y una victoria.

## Resumen de carrera
| Temporada | Categoría                                 | Equipo            | Carreras | Victorias | Poles | VR | Podios | Puntos | Pos. |
| --------- | ----------------------------------------- | ----------------- | -------- | --------- | ----- | -- | ------ | ------ | ---- |
| 2014      | Campeonato Nacional De Automovilismo      | N/A               | 3        | 1         | 0     | 0  | 2      | 50     | 2.º  |
| 2014      | Latam Fórmula 2000                        | Team Colombia     | 16       | 6         | 1     | 6  | 11     | 328    | 1.º  |
| 2014      | Campeonato Nacional U.S. F2000            | M2 Autosport      | 12       | 0         | 0     | 0  | 0      | 61     | 19.º |
| 2014      | Campeonato Nacional U.S. F2000 Winterfest | M2 Autosport      | 6        | 0         | 0     | 0  | 0      | 36     | 17.º |
| 2015      | FARA USA - MP-1B                          | N/A               | 0        | 0         | 0     | 0  | 0      | 20     | 12.º |
| 2015      | Latam Fórmula 2000                        | N/A               | 5        | 4         | 2     | 5  | 6      | 0      | NC   |
| 2015      | Campeonato Nacional U.S. F2000 Winterfest | M2 Autosport      | 3        | 0         | 0     | 0  | 0      | 18     | 19.º |
| 2015-16   | Campeonato NACAM de Fórmula 4             | Telcel RPL Racing | 21       | 0         | 0     | 0  | 2      | 144    | 6.º  |
| 2016-17   | Campeonato NACAM de Fórmula 4             | Telcel RPL Racing | 16       | 0         | 0     | 0  | 5      | 111    | 8.º  |
| 2017      | Fórmula México                            | N/A               | 2        | 1         | 0     | 1  | 0      | 0      | NC   |
| 2017-18   | Campeonato NACAM de Fórmula 4             | Telcel RPL Racing | 7        | 1         | 0     | 1  | 4      | 98     | 8.º  |
| Fuente:   |                                           |                   |          |           |       |    |        |        |      |